# Stewart di Darnley
Con il termine di Stewart di Darnley si intende un ramo cadetto degli Stewart, dinastia poi legata al trono di Scozia a partire dal re Roberto II.

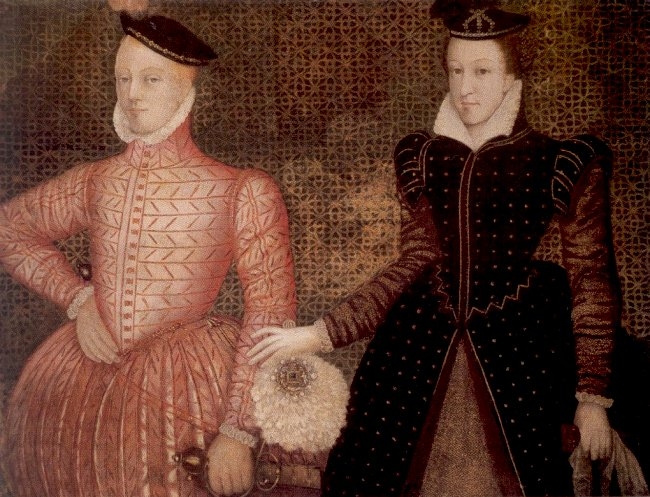
Enrico Stuart, Lord Darnley e Maria I di Scozia

Più tardi il nome si tramutò in Stuart e venne trasmesso al ramo reale attraverso il matrimonio di Mary Stuart con Enrico Stuart, Lord Darnley, da cui sarebbe nato il re Giacomo VI di Scozia, poi re d'Inghilterra dal 1603.
I Darnley discendono da John Stewart, secondo figlio di Alexander Stewart, quarto High Steward of Scotland, e morto nel 1298 nella battaglia di Falkirk.

## Conti di Lennox
Alwyn MacArchill, ricco signore scozzese, morto nel 1155, viene considerato da alcuni storici come il capostipite dei Conti di Lennox.

Nel 1488 John Stewart, Lord Darnley, fu creato Conte di Lennox, titolo poi ereditato dai suoi discendenti.
I conti di Lennox furono:
- John Stewart (1430-1495), primo conte di Lennox, dal 1488 al 1495;
- Matthew Stewart (1488-1513), secondo conte di Lennox, dal 1495 al 1513;
- John Stewart (1490-1526), terzo conte di Lennox, dal 1513 al 1526;
- Matthew Stuart (1516 – 1571), quarto conte di Lennox, dal 1526 al 1571, e suocero della regina Maria Stuarda (Mary Stuart);
- Charles Stuart (1555-1576), quinto conte di Lennox, dal 1572 al 1576.

Alla morte del nonno Matthew Stewart, per volere Giacomo VI, la contea venne assorbita tra i domini della corona. Successivamente, nel 1572, ricreò il titolo conferendolo allo zio Charles Stuart, ultimo conte di Lennox. Questi morì nel 1576 lasciando un'unica figlia, Arbella Stuart, a cui non venne concesso di ereditare la contea.

## Duchi di Lennox
Nel 1580 Giacomo VI trasformò il titolo da contea a ducato e lo conferì a Esmè Stewart, il quale lo trasmise ai propri discendenti.
Duchi di Lennox furono:
- Esmè Stewart (1542–1583), primo duca di Lennox, dal 1580 al 1583;
- Ludovic Stewart (1574–1624), secondo duca di Lennox, dal 1583 al 16 febbraio 1624;
- Esmè Stewart (1579 – 1624), terzo duca di Lennox, dal 17 febbraio al 30 luglio 1624;
- James Stewart (1612–1655), quarto duca di Lennox, dal 1624 al 1655;
- Esmè Stewart (1649 – 1660), quinto duca di Lennox, dal 1655 al 1660;
- Charles Stewart (1639 – 1672), sesto duca di Lennox, dal 1660 al 1672.

Alla morte di Charles Stewart il titolo passò al figlio illegittimo del re Carlo II d'Inghilterra, Charles Lennox, primo duca di Richmond.

## Regno d'Inghilterra
Nel 1603 morì l'ultima appartenente alla dinastia Tudor Elisabetta I d'Inghilterra. Una zia paterna della regina, Margherita Tudor, aveva sposato Giacomo V di Scozia, bisnonno di Giacomo VI. Questi pertanto divenne anche re d'inghilterra con il nome di Giacomo I d'Inghilterra.